# Carles Cordón i Cardó
Carles Cordón i Cardó (Calella, 1957) és un metge i oncòleg. Es llicencià en medicina a la Universitat Autònoma de Barcelona el 1980. És director de la Divisió de Patologia Molecular del Memorial Sloan-Kettering Cancer Center de Nova York des de l'any 1995, on hi treballa des del 1981. Doctorat en biologia cel·lular i genètica per la Cornell University el 1985. Docent a la Universitat de Colúmbia. Ha destacat en els seus treballs sobre patologia molecular oncològica. És doctor honoris causa per la Universitat de Barcelona (2006) i acadèmic d'honor de la Reial Acadèmia de Medicina de Catalunya (2007).
L'abril de 2006 va ser reconegut Medalla d'Or de la Ciutat de Calella.